# 杜瓦 (汝拉省)
杜瓦（法語：Doye，法語發音：[dwa]）是法国汝拉省的一个市镇，属于隆斯勒索涅区。

## 地理
杜瓦（46°46'0"N, 6°0'59"E）面积3.56 平方千米，位于法国勃艮第-弗朗什-孔泰大區汝拉省，该省份为法国东部内陆省份，北起上索恩省，西北接科多尔省，西临索恩-卢瓦尔省，南至安省，东与杜省和瑞士接壤。
与杜瓦接壤的市镇（或旧市镇、城区）包括：翁格利耶尔、沙朗西、孔特、穆尔南-沙尔博尼、诺兹鲁瓦、米耶日。

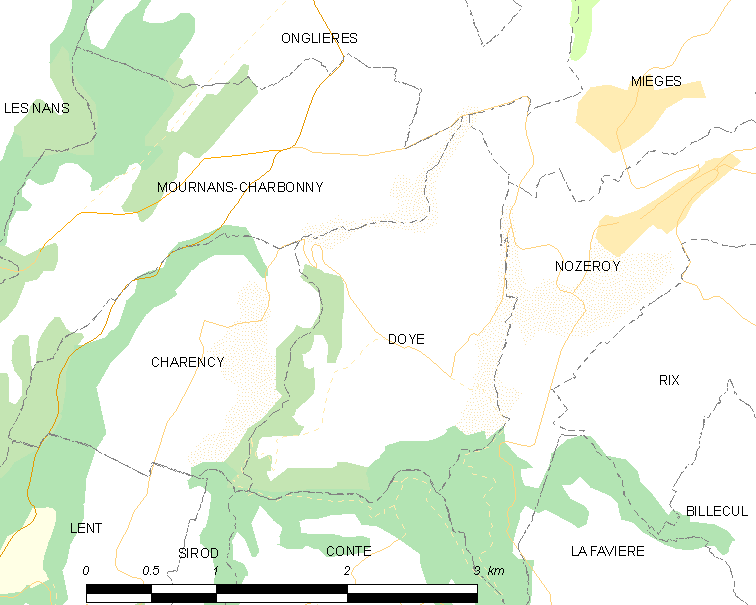
的OSM定位图

杜瓦的时区为UTC+01:00、UTC+02:00（夏令时）。

## 行政
杜瓦的邮政编码为39250，INSEE市镇编码为39203。

## 政治
杜瓦所属的省级选区为圣洛朗昂格朗沃县。

## 人口

1962-2008年间人口变化图示

杜瓦于2022年1月1日时的人口数量为108人。